# Naas
Naas (/neɪs/ nayss; în irlandeză Nás na Ríogh sau an Nás pronunție în irlandeză [ən̪ˠ ˈn̪ˠaːsˠ]) este reședința comitatului Kildare din Irlanda. În 2022 avea o populație de 26.180 de locuitori, fiind cel mai mare oraș din comitatul Kildare (mai mare ca Newbridge) și al paisprezecelea centru urban ca mărime din Irlanda. 

## Galerie

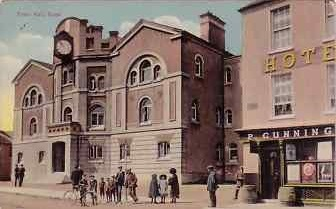
Primăria din Naas
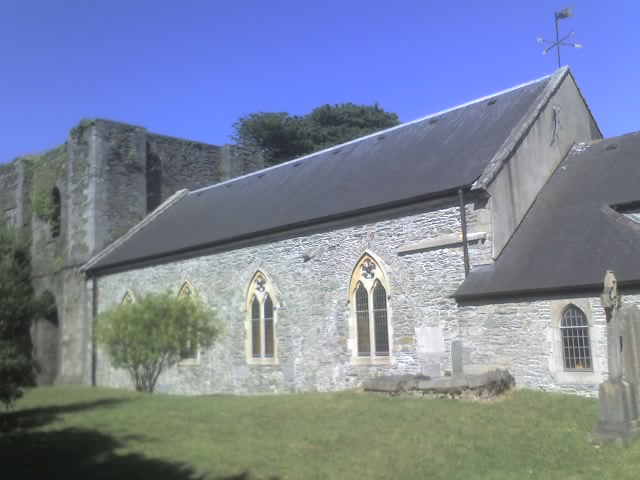
Biserica Sf. David
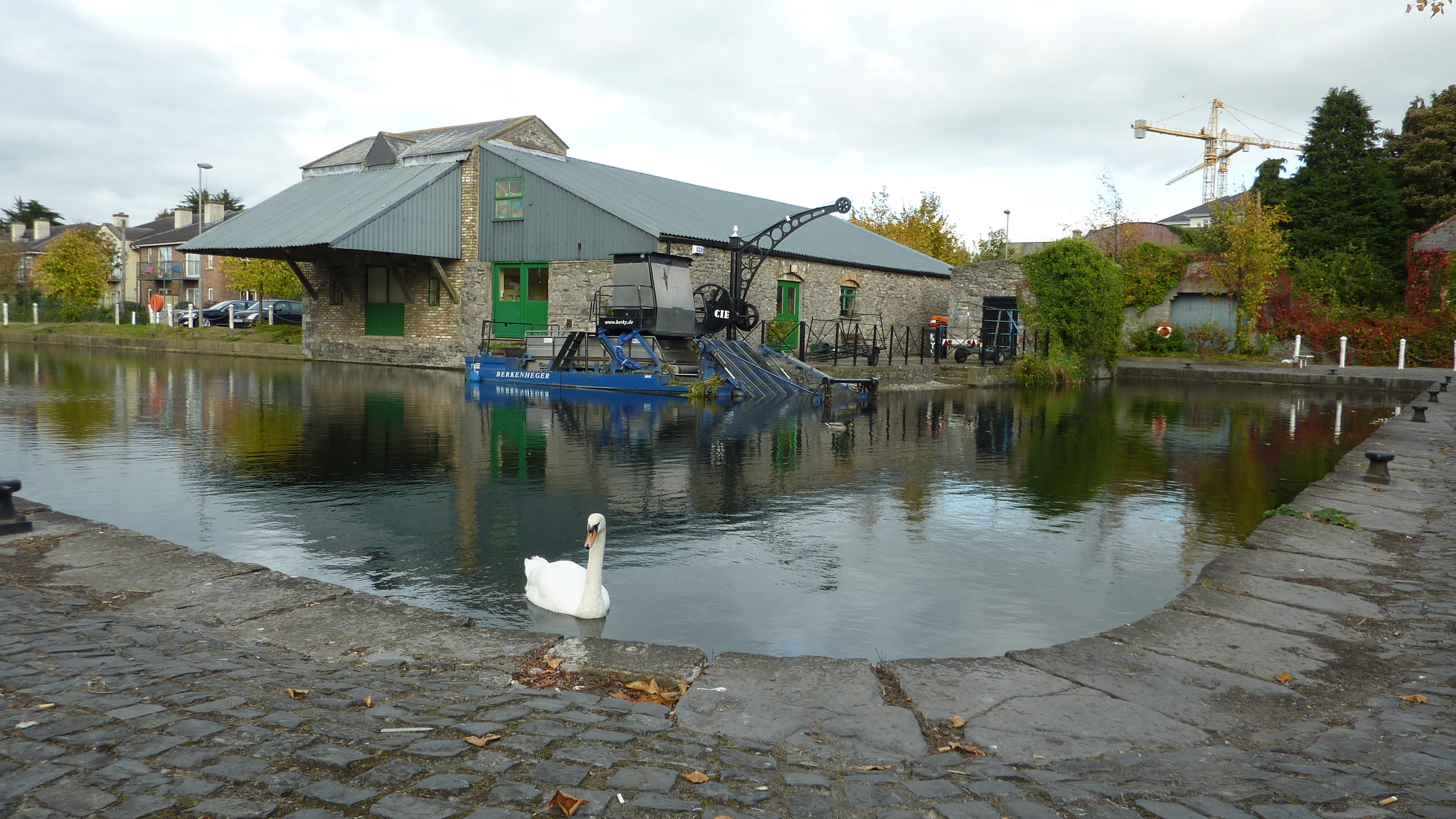
Canal Harbour, Basin Street
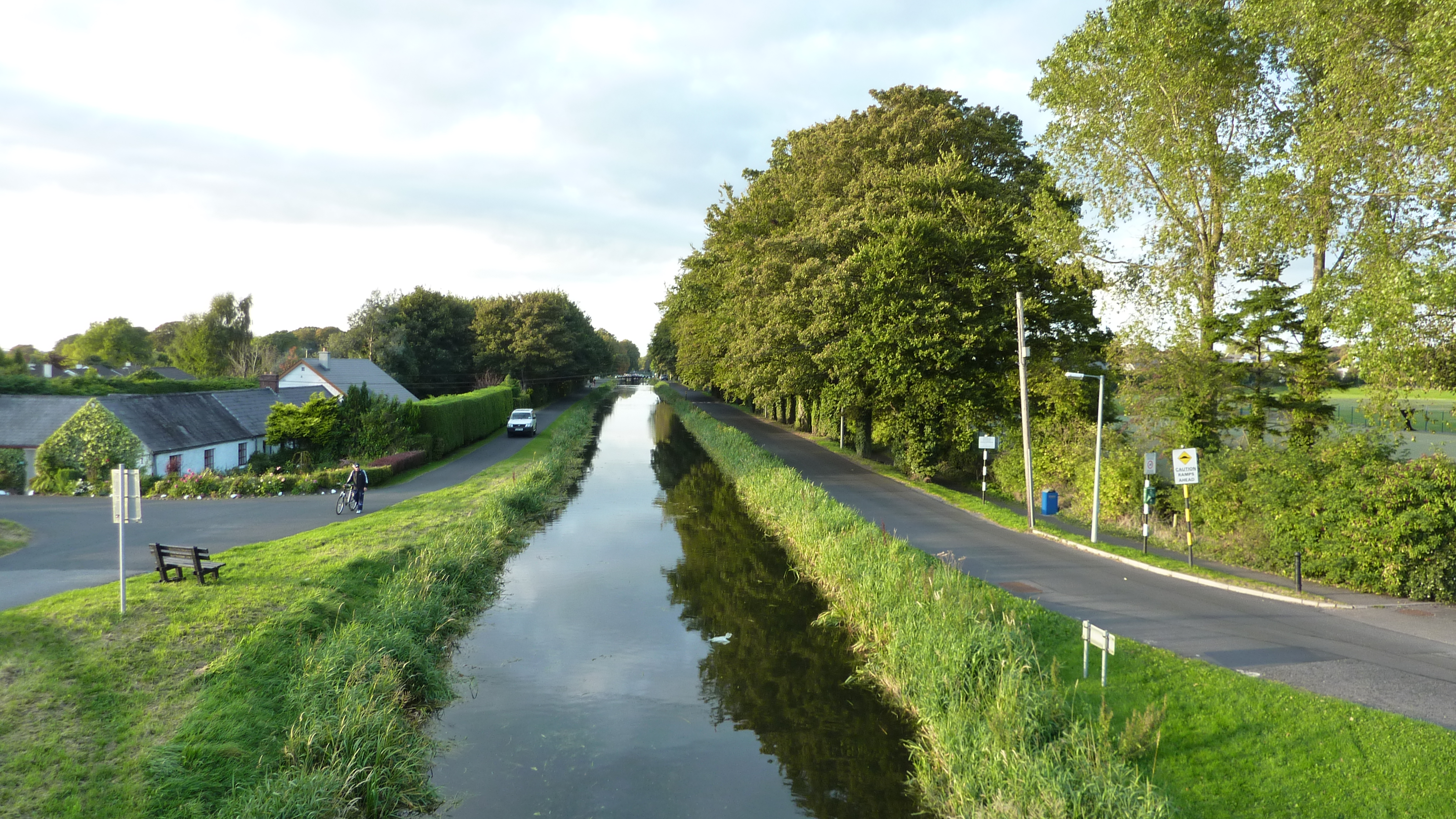
Canalul văzut de pe Abbey Bridge
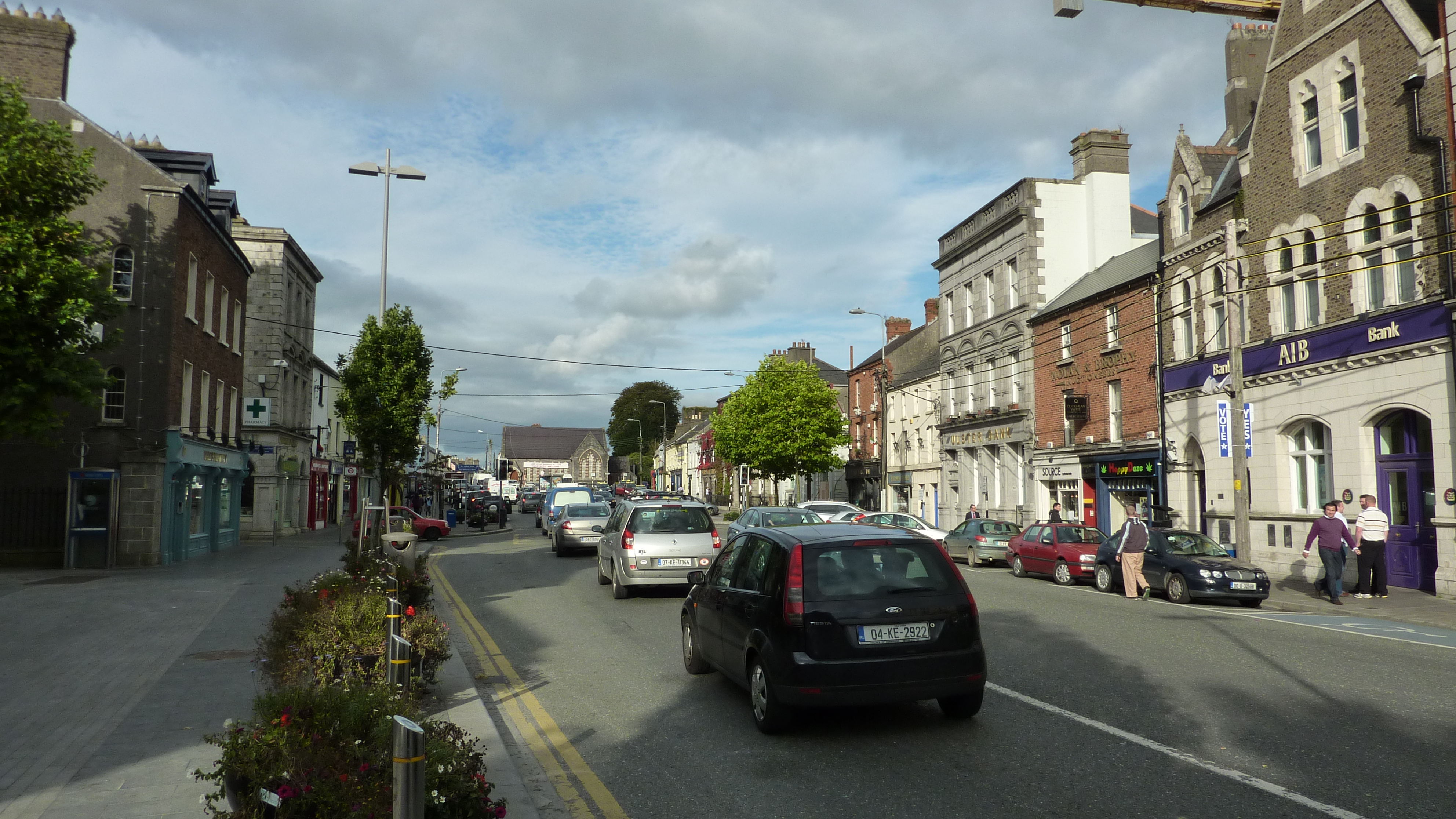
South Main Street